# Pohřební kaple Povýšení svatého Kříže (Šťáhlavy)
Pohřební kaple Povýšení svatého Kříže je klasicistní stavba s barokními prvky z roku 1810 na Starém hřbitově ve Šťáhlavech  v okrese Plzeň-město. Sloužila jako pohřebiště majitelů šťáhlavského panství – Czerninů z Chudenic a Waldstein-Wartenbergů. Budova je památkově chráněná a je v majetku obce.

## Historie a architektura

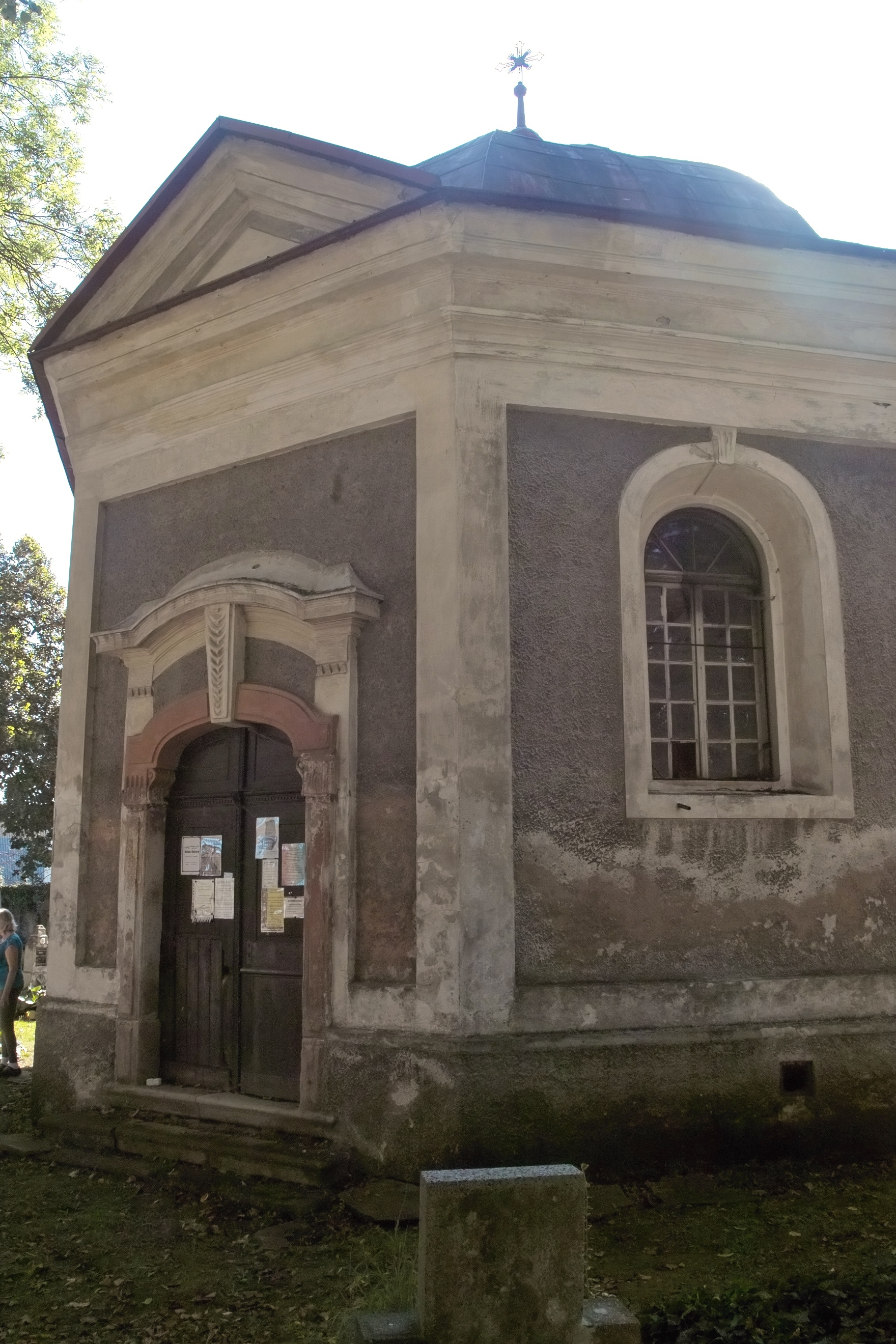
Čelní stěna kaple

V roce 1710 koupila zadlužené šťáhlavské zboží od Jana Jindřicha Kokořovce z Kokořova († 1721) Anna Josefa (Antonie Josefa) Czerninová, rozená z Khünburgu  (1685–1755) pro svého syna Františka Antonína Czernina z Chudenic (1710–1739) z nedrahovické větve rodu. O pět let později přikoupila ještě Nebílovy.
Kapli nechal postavit v roce 1810 Jan Vojtěch Czernin z Chudenic (1746–1816) z chudenické větve ve východní části nově založeného hřbitova na jeho podélné ose. Volně stojící zděná omítaná centrální stavba v klasicistním stylu s barokními prvky byla zbudována architektem Antonínem Pichlerem na půdorysu pravidelného oktogonu (osmiúhelníka).
Hlavní vstup je přibližně orientovaný východním směrem. Čelní stěnu zdobí nízký trojúhelný štít. Kamenný portál má stlačený záklenek a esovitá sedla, jeho hlavní klenák s penízky prorůstá supraportu a podpírá zvlněnou nadpražní římsu, kterou nesou dvě konzolky. Dvoukřídlové dveře s kazetami a rozvilinovými závěsy pocházejí z počátku 19. století.
Stěny nad přesazeným hrubě omítnutým soklem jsou lemovány lizénovými rámy, které nesou hladké kladí. Plochy stěn jsou z drsné omítky. Obdélná okna mají půlkruhové záklenky, hlavní klenák v hladkých šambránách je doplněn kanelurou. V soklu jsou malé větráky, které vedou do vlastní hrobky v podzemí. Korunní římsa má jednodušší profilaci.
Nižší střecha má zvonový tvar, je plechem pobitá a zakončená hrotnicí s křížkem.
V obvodní zdi hřbitova proti vstupu do kaple jsou železná dvoukřídlá vrata mezi hranolovými omítanými pilířky s fabionovou římsou s nízkou komole jehlancovou stříškou z bobrovek, která je zakončena kamennou koulí.
Po Czerninech zdědili Šťáhlavy Waldstein-Wartenbergové, vlastnili je v letech 1816–1945. Kaple spadala pod šťáhlavskou farnost, později pod farnosti Starý Plzenec. V prosinci 2020 schválilo zastupitelstvo obce darovací smlouvu, na jejímž základě přešla hřbitovní kaple z majetku církve do majetku obce.

## Interiér

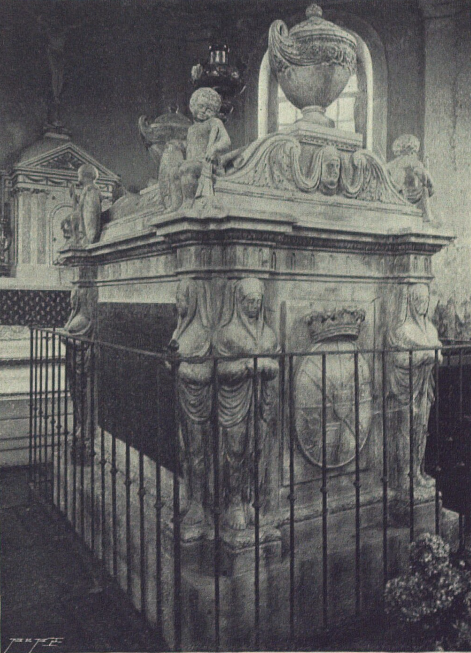
Náhrobek Jana Vojtěcha Czernina (foto okolo 1900)

Vnitřní prostor je sklenut osmibokou kupolí, jejíž klenební pole jsou lemována plochými rámy. Kopule spočívá na dórském kladí, které nesou koutové toskánské pilastry na soklech. Po obvodu okenních špalet jsou šambrány s lištou a ozdobným hlavním klenákem, který se dotýká architrávu kladí. Nade dveřmi se nachází stlačený záklenek. Dlažbu tvoří kamenné desky. Ve východní části je deska kryjící vstup do hrobky.
Uprostřed prostoru je umístěn obdélníkový náhrobek Czerninů z Chudenic, který je chráněn prostým železným zábradlím z prutů s čočkovými prstenci uprostřed výšky. Vyšší hranolová tumba stojí na hranolovém soklu, má sedlovou stříšku mezi 2 štítky, vrchol tvoří váza. Nároží jsou ozdobeny zahalenými karyatidami, podle kterých se zalamuje soklík a kladí, a nad nimi jsou po stranách štítů postavičky puttů – géniů s oválnými štítky a se smuteční, dolů obrácenou pochodní. Na bočních stěnách jsou nápisové desky, zatímco na čelních oválné erby s korunou. Autorem sochařské výzdoby byl Ignác Platzer.

## Seznam pohřbených
V podzemí kaple je rodová hrobka majitelů panství a pozdějšího velkostatku. V roce 1901 byla hrobka rozšířena o novou část až pod oltář. Dne 14. dubna 1920 došlo ke vloupání do hrobky. V kapli bylo pochováno sedm osob z rodu Czerninů a Waldstein-Wartenbergů.

### Chronologicky podle data úmrtí
V tabulce jsou uvedeny základní informace o pohřbených. Zeleně jsou vyznačeni Czerninové, fialově Waldstein-Wartenbergové a žlutě manželky z jiných rodů, pokud zde byly pohřbeny. Červeně jsou zvýrazněny majitelé šťáhlavského panství, resp. velkostatku.
Přestože jsou předkové Czerninů připomínáni už ve 12. století, zde jsou generace počítány až od Humprechta Czernina (1447 – po 1499). Chudenická větev vymřela v roce 1816.
První písemná zmínka o předcích Waldsteinů je také už z 12. století, kdy je k roku 1159 zaznamenán komorník druhého českého krále Vladislava I. Markvart. Zde jsou však generace počítány až od Zdeňka z Waldsteinu (1260 – asi 1304). Mnichovohradišťská rodová linie, kterou založil František Arnošt z Waldsteinu (1705–1748) žije dodnes. U manželek je generace v závorce a týká se generace manžela. 
| Po-řadí | Gene-race | Jméno pohřbeného                                                 | Datum a místo narození         | Otec                                                                                     | Datum a místo sňatku, choť                                                                          | Pohřeb a uložení do hrobky   | Poznámky |
| Po-řadí | Gene-race | Jméno pohřbeného                                                 | Datum a místo úmrtí            | Matka                                                                                    | Datum a místo sňatku, choť                                                                          | Pohřeb a uložení do hrobky   | Poznámky |
| ------- | --------- | ---------------------------------------------------------------- | ------------------------------ | ---------------------------------------------------------------------------------------- | --------------------------------------------------------------------------------------------------- | ---------------------------- | --- |
| 1.      | (9.)      | Josefina nebo Marie Josefa nebo Marie Terezie z Thun-Hohensteinu | 30. 1. 1746                    | Jan Josef z Thun-Hohensteinu 2. 7. 1711 Praha – 21. 5. 1788 Praha                        | 3. 2. 1770 nebo srpen 1772: Jan Vojtěch Czernin z Chudenic (č. 2)                                   | 1810                         | |
| 1.      | (9.)      | Josefina nebo Marie Josefa nebo Marie Terezie z Thun-Hohensteinu | po 1770                        | Marie Kristýna z Hohenzollern-Hechingenu 25. 3. 1715 Bayreuth – 6. 8. 1749 Žehušice      | 3. 2. 1770 nebo srpen 1772: Jan Vojtěch Czernin z Chudenic (č. 2)                                   | 1810                         | |
| 2.      | 9.        | Jan Vojtěch Czernin z Chudenic                                   | 10. 4. 1746                    | Heřman Jakub Czernin z Chudenic 1706/1715 – 15. 11. 1784                                 | 3. 2. 1770 nebo srpen 1772: Josefina nebo Marie Josefa nebo Marie Terezie z Thun-Hohensteinu (č. 1) | 1816                         | Skutečný císařský rada a komorník, nejvyšší lovčí Českého království (1790–1816) majitel panství Šťáhlavy, Nebílovy, Veselí, pán na (Starém) Plzenci, Radyni a Chocenicích, stavebník zámku Kozel. Svůj majetek odkázal prasynovci Kristiánu Vincenci z Waldstein-Wartenbergu. |
| 2.      | 9.        | Jan Vojtěch Czernin z Chudenic                                   | 2. 6. 1816 Šťáhlavy            | Marie Ernestina ze Šternberka 9. 5. 1718 – 7. 2. 1747                                    | asi 1802: Marie Eleonora z Hackelberg-Landau 14. 5. 1786 – 29. 6. 1858                              | 1816                         | Skutečný císařský rada a komorník, nejvyšší lovčí Českého království (1790–1816) majitel panství Šťáhlavy, Nebílovy, Veselí, pán na (Starém) Plzenci, Radyni a Chocenicích, stavebník zámku Kozel. Svůj majetek odkázal prasynovci Kristiánu Vincenci z Waldstein-Wartenbergu. |
| 3.      | 19.       | Tekla z Waldstein-Wartenbergu                                    | 30. 8. 1819 (?)                | Kristián Vincenc z Waldstein-Wartenbergu 2. 1. 1794 Praha – 24. 12. 1858 Praha           | | 1819                         | Zemřela jako dítě ve věku 7 týdnů. |
| 3.      | 19.       | Tekla z Waldstein-Wartenbergu                                    | 8. 10. 1819 zámek Kozel        | Marie Františka z Thun-Hohensteinu 21. 8. 1793 – 20. 1. 1861                             | | 1819                         | Zemřela jako dítě ve věku 7 týdnů. |
| 4.      | (20.)     | Františka z Thun-Hohensteinu                                     | 3. 8. 1852 Žehušice            | Josef Osvald I. z Thun-Hohensteinu 21. 12. 1817 Žehušice – 6. 1. 1883 Klášterec nad Ohří | 18. 5. 1873 Praha: Arnošt Karel z Waldstein-Wartenbergu (č. 6)                                      | 1894                         | Dáma Řádu hvězdového kříže (1878). Narodily se jí následující děti: - 1. Arnošt (1874–1875; pohřben v hrobce Waldsteinů v Mnichově Hradišti) - 2. Josefina, provd. Lamberg-Greifenfelsová (1877–1941) - 3. dítě († den po porodu)                                              |
| 4.      | (20.)     | Františka z Thun-Hohensteinu                                     | 24. 7. 1894 Karlovy Vary       | Johana ze Salm-Reifferscheidt-Hainspachu 16. 5. 1827 Praha – 8. 5. 1892 Innsbruck        | 18. 5. 1873 Praha: Arnošt Karel z Waldstein-Wartenbergu (č. 6)                                      | 1894                         | Dáma Řádu hvězdového kříže (1878). Narodily se jí následující děti: - 1. Arnošt (1874–1875; pohřben v hrobce Waldsteinů v Mnichově Hradišti) - 2. Josefina, provd. Lamberg-Greifenfelsová (1877–1941) - 3. dítě († den po porodu)                                              |
| 5.      | (20.)     | Josefina z Rumerskirchu                                          | 4. 9. 1848 Církvice nebo Praha | Gottfried z Rumerskirchu 24. 8. 1815 – 22. 7. 1891 Praha                                 | 7. 11. 1898 Vídeň: Arnošt Karel z Waldstein-Wartenbergu (č. 6)                                      | Pohřeb (30. 11.) 2. 12. 1901 | Bezdětná. |
| 5.      | (20.)     | Josefina z Rumerskirchu                                          | 28. 11. 1901 Praha             | Luisa Goldsteinová † 23. 4. 1870                                                         | 7. 11. 1898 Vídeň: Arnošt Karel z Waldstein-Wartenbergu (č. 6)                                      | Pohřeb (30. 11.) 2. 12. 1901 | Bezdětná. |
| 6.      | 20.       | Arnošt Karel z Waldstein-Wartenbergu                             | 4. 2 1849 Praha                | Arnošt František z Waldstein–Wartenbergu 10. 10. 1821 Praha – 1. 8. 1904 Praha           | 18. 5. 1873 Praha: Františka z Thun-Hohensteinu (č. 4)                                              | 1913                         | Císařský komoří (1878), c. k. tajný rada (1904), nejvyšší dědičný kráječ Českého království (1904–1913), dědičný člen rakouské Panské sněmovny, majitel majorátu Mnichovo Hradiště a dědic majorátu vymřelé duchcovské větve rodu.                                             |
| 6.      | 20.       | Arnošt Karel z Waldstein-Wartenbergu                             | 28. 6. 1913 Brioni             | Anna Marie ze Schwarzenbergu 20. 2. 1830 Praha – 11. 2. 1849 Praha                       | 7. 11. 1898 Vídeň: Josefina z Rumerskirchu (č. 5)                                                   | 1913                         | Císařský komoří (1878), c. k. tajný rada (1904), nejvyšší dědičný kráječ Českého království (1904–1913), dědičný člen rakouské Panské sněmovny, majitel majorátu Mnichovo Hradiště a dědic majorátu vymřelé duchcovské větve rodu.                                             |
| 6.      | 20.       | Arnošt Karel z Waldstein-Wartenbergu                             | 28. 6. 1913 Brioni             | Anna Marie ze Schwarzenbergu 20. 2. 1830 Praha – 11. 2. 1849 Praha                       | 1. 2. 1904 Praha: Marie z Rumerskirchu (č. 7)                                                       | 1913                         | Císařský komoří (1878), c. k. tajný rada (1904), nejvyšší dědičný kráječ Českého království (1904–1913), dědičný člen rakouské Panské sněmovny, majitel majorátu Mnichovo Hradiště a dědic majorátu vymřelé duchcovské větve rodu.                                             |
| 7.      | (20.)     | Marie Waldstein-Wartenbergová, rozená z Rumerskirchu             | 31. 1. 1852 Olomouc            | Gottfried z Rumerskirchu 24. 8. 1815 – 22. 7. 1891 Praha                                 | 1. 2. 1904 Praha: Arnošt Karel z Waldstein-Wartenbergu (č. 6)                                       | 1956                         | Palácová dáma, zemřela ve věku téměř 104 let. Bezdětná. |
| 7.      | (20.)     | Marie Waldstein-Wartenbergová, rozená z Rumerskirchu             | 30. 12. 1955 Praha             | Luisa Goldsteinová † 23. 4. 1870                                                         | 1. 2. 1904 Praha: Arnošt Karel z Waldstein-Wartenbergu (č. 6)                                       | 1956                         | Palácová dáma, zemřela ve věku téměř 104 let. Bezdětná. |

### Příbuzenské vztahy pohřbených
Následující schéma znázorňuje příbuzenské vztahy. Červeně orámovaní byli pohřbeni v hrobce, arabské číslice odpovídají pořadí úmrtí podle předchozí tabulky. Římské číslice představují pořadí manželky, pokud se některý mužský člen oženil více než jednou. Modře je vyznačen dědic czerninského majetku Kristián Vincenc z Waldsteina-Wartenbergu. Vzhledem k účelu schématu se nejedná o kompletní rodokmen.
|                                                     |                                                     |                                                     |                                                     |                                                     |                                                     |                                      |                                      | Heřman Jakub Czernin z Chudenic † 1784        | Heřman Jakub Czernin z Chudenic † 1784        | Heřman Jakub Czernin z Chudenic † 1784        | Heřman Jakub Czernin z Chudenic † 1784        | Heřman Jakub Czernin z Chudenic † 1784            | Heřman Jakub Czernin z Chudenic † 1784            |                                                    |                                                    |                                                    |                                                    |                                                    |                                                    | Marie Arnoštka ze Šternberka 1718–1747             | Marie Arnoštka ze Šternberka 1718–1747             | Marie Arnoštka ze Šternberka 1718–1747             | Marie Arnoštka ze Šternberka 1718–1747             | Marie Arnoštka ze Šternberka 1718–1747             | Marie Arnoštka ze Šternberka 1718–1747             |                                              |                                              |                                                |                                                |                                                  |                                                  |                                                  |                                                  |                                                  |                                                  |                                      |                                      |                                      |                                      |                                      |                                      |  |  |  |  |  |  |
|                                                     |                                                     |                                                     |                                                     |                                                     |                                                     |                                      |                                      | Heřman Jakub Czernin z Chudenic † 1784        | Heřman Jakub Czernin z Chudenic † 1784        | Heřman Jakub Czernin z Chudenic † 1784        | Heřman Jakub Czernin z Chudenic † 1784        | Heřman Jakub Czernin z Chudenic † 1784            | Heřman Jakub Czernin z Chudenic † 1784            |                                                    |                                                    |                                                    |                                                    |                                                    |                                                    | Marie Arnoštka ze Šternberka 1718–1747             | Marie Arnoštka ze Šternberka 1718–1747             | Marie Arnoštka ze Šternberka 1718–1747             | Marie Arnoštka ze Šternberka 1718–1747             | Marie Arnoštka ze Šternberka 1718–1747             | Marie Arnoštka ze Šternberka 1718–1747             |                                              |                                              |                                                |                                                |                                                  |                                                  |                                                  |                                                  |                                                  |                                                  |                                      |                                      |                                      |                                      |                                      |                                      |  |  |  |  |  |  |
|                                                     |                                                     |                                                     |                                                     |                                                     |                                                     |                                      |                                      |                                               |                                               |                                               |                                               |                                                   |                                                   |                                                    |                                                    |                                                    |                                                    |                                                    |                                                    |                                                    |                                                    |                                                    |                                                    |                                                    |                                                    |                                              |                                              |                                                |                                                |                                                  |                                                  |                                                  |                                                  |                                                  |                                                  |                                      |                                      |                                      |                                      |                                      |                                      |  |  |  |  |  |  |
|                                                     |                                                     |                                                     |                                                     |                                                     |                                                     |                                      |                                      |                                               |                                               |                                               |                                               |                                                   |                                                   |                                                    |                                                    |                                                    |                                                    |                                                    |                                                    |                                                    |                                                    |                                                    |                                                    |                                                    |                                                    |                                              |                                              |                                                |                                                |                                                  |                                                  |                                                  |                                                  |                                                  |                                                  |                                      |                                      |                                      |                                      |                                      |                                      |  |  |  |  |  |  |
|                                                     |                                                     |                                                     |                                                     | František Antonín Desfours 1730–1822                | František Antonín Desfours 1730–1822                | František Antonín Desfours 1730–1822 | František Antonín Desfours 1730–1822 | František Antonín Desfours 1730–1822          | František Antonín Desfours 1730–1822          |                                               |                                               | Marie Antonie Czerninová z Chudenic 1744–1805     | Marie Antonie Czerninová z Chudenic 1744–1805     | Marie Antonie Czerninová z Chudenic 1744–1805      | Marie Antonie Czerninová z Chudenic 1744–1805      | Marie Antonie Czerninová z Chudenic 1744–1805      | Marie Antonie Czerninová z Chudenic 1744–1805      |                                                    |                                                    | 1. I. Terezie z Thun-Hohensteinu 1746–1770         | 1. I. Terezie z Thun-Hohensteinu 1746–1770         | 1. I. Terezie z Thun-Hohensteinu 1746–1770         | 1. I. Terezie z Thun-Hohensteinu 1746–1770         | 1. I. Terezie z Thun-Hohensteinu 1746–1770         | 1. I. Terezie z Thun-Hohensteinu 1746–1770         |                                              |                                              | 2. Jan Vojtěch Czernin z Chudenic 1746–1816    | 2. Jan Vojtěch Czernin z Chudenic 1746–1816    | 2. Jan Vojtěch Czernin z Chudenic 1746–1816      | 2. Jan Vojtěch Czernin z Chudenic 1746–1816      | 2. Jan Vojtěch Czernin z Chudenic 1746–1816      | 2. Jan Vojtěch Czernin z Chudenic 1746–1816      |                                                  |                                                  | II. Eleonora z Hackelbergu 1786–1858 | II. Eleonora z Hackelbergu 1786–1858 | II. Eleonora z Hackelbergu 1786–1858 | II. Eleonora z Hackelbergu 1786–1858 | II. Eleonora z Hackelbergu 1786–1858 | II. Eleonora z Hackelbergu 1786–1858 |  |  |  |  |  |  |
|                                                     |                                                     |                                                     |                                                     | František Antonín Desfours 1730–1822                | František Antonín Desfours 1730–1822                | František Antonín Desfours 1730–1822 | František Antonín Desfours 1730–1822 | František Antonín Desfours 1730–1822          | František Antonín Desfours 1730–1822          |                                               |                                               | Marie Antonie Czerninová z Chudenic 1744–1805     | Marie Antonie Czerninová z Chudenic 1744–1805     | Marie Antonie Czerninová z Chudenic 1744–1805      | Marie Antonie Czerninová z Chudenic 1744–1805      | Marie Antonie Czerninová z Chudenic 1744–1805      | Marie Antonie Czerninová z Chudenic 1744–1805      |                                                    |                                                    | 1. I. Terezie z Thun-Hohensteinu 1746–1770         | 1. I. Terezie z Thun-Hohensteinu 1746–1770         | 1. I. Terezie z Thun-Hohensteinu 1746–1770         | 1. I. Terezie z Thun-Hohensteinu 1746–1770         | 1. I. Terezie z Thun-Hohensteinu 1746–1770         | 1. I. Terezie z Thun-Hohensteinu 1746–1770         |                                              |                                              | 2. Jan Vojtěch Czernin z Chudenic 1746–1816    | 2. Jan Vojtěch Czernin z Chudenic 1746–1816    | 2. Jan Vojtěch Czernin z Chudenic 1746–1816      | 2. Jan Vojtěch Czernin z Chudenic 1746–1816      | 2. Jan Vojtěch Czernin z Chudenic 1746–1816      | 2. Jan Vojtěch Czernin z Chudenic 1746–1816      |                                                  |                                                  | II. Eleonora z Hackelbergu 1786–1858 | II. Eleonora z Hackelbergu 1786–1858 | II. Eleonora z Hackelbergu 1786–1858 | II. Eleonora z Hackelbergu 1786–1858 | II. Eleonora z Hackelbergu 1786–1858 | II. Eleonora z Hackelbergu 1786–1858 |  |  |  |  |  |  |
|                                                     |                                                     |                                                     |                                                     |                                                     |                                                     |                                      |                                      |                                               |                                               |                                               |                                               |                                                   |                                                   |                                                    |                                                    |                                                    |                                                    |                                                    |                                                    |                                                    |                                                    |                                                    |                                                    |                                                    |                                                    |                                              |                                              |                                                |                                                |                                                  |                                                  |                                                  |                                                  |                                                  |                                                  |                                      |                                      |                                      |                                      |                                      |                                      |  |  |  |  |  |  |
|                                                     |                                                     |                                                     |                                                     |                                                     |                                                     |                                      |                                      |                                               |                                               |                                               |                                               |                                                   |                                                   |                                                    |                                                    |                                                    |                                                    |                                                    |                                                    |                                                    |                                                    |                                                    |                                                    |                                                    |                                                    |                                              |                                              |                                                |                                                |                                                  |                                                  |                                                  |                                                  |                                                  |                                                  |                                      |                                      |                                      |                                      |                                      |                                      |  |  |  |  |  |  |
|                                                     |                                                     |                                                     |                                                     |                                                     |                                                     |                                      |                                      | I. Marie Antonie Františka Desfours 1772–1813 | I. Marie Antonie Františka Desfours 1772–1813 | I. Marie Antonie Františka Desfours 1772–1813 | I. Marie Antonie Františka Desfours 1772–1813 | I. Marie Antonie Františka Desfours 1772–1813     | I. Marie Antonie Františka Desfours 1772–1813     |                                                    |                                                    |                                                    |                                                    |                                                    |                                                    | Arnošt Filip z Waldstein-Wartenbergu 1764–1832     | Arnošt Filip z Waldstein-Wartenbergu 1764–1832     | Arnošt Filip z Waldstein-Wartenbergu 1764–1832     | Arnošt Filip z Waldstein-Wartenbergu 1764–1832     | Arnošt Filip z Waldstein-Wartenbergu 1764–1832     | Arnošt Filip z Waldstein-Wartenbergu 1764–1832     |                                              |                                              | II. Arnoštka Zuzana Breunner 1784–1849         | II. Arnoštka Zuzana Breunner 1784–1849         | II. Arnoštka Zuzana Breunner 1784–1849           | II. Arnoštka Zuzana Breunner 1784–1849           | II. Arnoštka Zuzana Breunner 1784–1849           | II. Arnoštka Zuzana Breunner 1784–1849           |                                                  |                                                  |                                      |                                      |                                      |                                      |                                      |                                      |  |  |  |  |  |  |
|                                                     |                                                     |                                                     |                                                     |                                                     |                                                     |                                      |                                      | I. Marie Antonie Františka Desfours 1772–1813 | I. Marie Antonie Františka Desfours 1772–1813 | I. Marie Antonie Františka Desfours 1772–1813 | I. Marie Antonie Františka Desfours 1772–1813 | I. Marie Antonie Františka Desfours 1772–1813     | I. Marie Antonie Františka Desfours 1772–1813     |                                                    |                                                    |                                                    |                                                    |                                                    |                                                    | Arnošt Filip z Waldstein-Wartenbergu 1764–1832     | Arnošt Filip z Waldstein-Wartenbergu 1764–1832     | Arnošt Filip z Waldstein-Wartenbergu 1764–1832     | Arnošt Filip z Waldstein-Wartenbergu 1764–1832     | Arnošt Filip z Waldstein-Wartenbergu 1764–1832     | Arnošt Filip z Waldstein-Wartenbergu 1764–1832     |                                              |                                              | II. Arnoštka Zuzana Breunner 1784–1849         | II. Arnoštka Zuzana Breunner 1784–1849         | II. Arnoštka Zuzana Breunner 1784–1849           | II. Arnoštka Zuzana Breunner 1784–1849           | II. Arnoštka Zuzana Breunner 1784–1849           | II. Arnoštka Zuzana Breunner 1784–1849           |                                                  |                                                  |                                      |                                      |                                      |                                      |                                      |                                      |  |  |  |  |  |  |
|                                                     |                                                     |                                                     |                                                     |                                                     |                                                     |                                      |                                      |                                               |                                               |                                               |                                               |                                                   |                                                   |                                                    |                                                    |                                                    |                                                    |                                                    |                                                    |                                                    |                                                    |                                                    |                                                    |                                                    |                                                    |                                              |                                              |                                                |                                                |                                                  |                                                  |                                                  |                                                  |                                                  |                                                  |                                      |                                      |                                      |                                      |                                      |                                      |  |  |  |  |  |  |
|                                                     |                                                     |                                                     |                                                     |                                                     |                                                     |                                      |                                      |                                               |                                               |                                               |                                               |                                                   |                                                   |                                                    |                                                    |                                                    |                                                    |                                                    |                                                    |                                                    |                                                    |                                                    |                                                    |                                                    |                                                    |                                              |                                              |                                                |                                                |                                                  |                                                  |                                                  |                                                  |                                                  |                                                  |                                      |                                      |                                      |                                      |                                      |                                      |  |  |  |  |  |  |
|                                                     |                                                     |                                                     |                                                     |                                                     |                                                     |                                      |                                      |                                               |                                               |                                               |                                               |                                                   |                                                   | Kristián Vincenc z Waldstein-Wartenbergu 1794–1858 | Kristián Vincenc z Waldstein-Wartenbergu 1794–1858 | Kristián Vincenc z Waldstein-Wartenbergu 1794–1858 | Kristián Vincenc z Waldstein-Wartenbergu 1794–1858 | Kristián Vincenc z Waldstein-Wartenbergu 1794–1858 | Kristián Vincenc z Waldstein-Wartenbergu 1794–1858 |                                                    |                                                    |                                                    |                                                    |                                                    |                                                    | Marie Františka z Thun-Hohensteinu 1793–1861 | Marie Františka z Thun-Hohensteinu 1793–1861 | Marie Františka z Thun-Hohensteinu 1793–1861   | Marie Františka z Thun-Hohensteinu 1793–1861   | Marie Františka z Thun-Hohensteinu 1793–1861     | Marie Františka z Thun-Hohensteinu 1793–1861     |                                                  |                                                  |                                                  |                                                  |                                      |                                      |                                      |                                      |                                      |                                      |  |  |  |  |  |  |
|                                                     |                                                     |                                                     |                                                     |                                                     |                                                     |                                      |                                      |                                               |                                               |                                               |                                               |                                                   |                                                   | Kristián Vincenc z Waldstein-Wartenbergu 1794–1858 | Kristián Vincenc z Waldstein-Wartenbergu 1794–1858 | Kristián Vincenc z Waldstein-Wartenbergu 1794–1858 | Kristián Vincenc z Waldstein-Wartenbergu 1794–1858 | Kristián Vincenc z Waldstein-Wartenbergu 1794–1858 | Kristián Vincenc z Waldstein-Wartenbergu 1794–1858 |                                                    |                                                    |                                                    |                                                    |                                                    |                                                    | Marie Františka z Thun-Hohensteinu 1793–1861 | Marie Františka z Thun-Hohensteinu 1793–1861 | Marie Františka z Thun-Hohensteinu 1793–1861   | Marie Františka z Thun-Hohensteinu 1793–1861   | Marie Františka z Thun-Hohensteinu 1793–1861     | Marie Františka z Thun-Hohensteinu 1793–1861     |                                                  |                                                  |                                                  |                                                  |                                      |                                      |                                      |                                      |                                      |                                      |  |  |  |  |  |  |
|                                                     |                                                     |                                                     |                                                     |                                                     |                                                     |                                      |                                      |                                               |                                               |                                               |                                               |                                                   |                                                   |                                                    |                                                    |                                                    |                                                    |                                                    |                                                    |                                                    |                                                    |                                                    |                                                    |                                                    |                                                    |                                              |                                              |                                                |                                                |                                                  |                                                  |                                                  |                                                  |                                                  |                                                  |                                      |                                      |                                      |                                      |                                      |                                      |  |  |  |  |  |  |
|                                                     |                                                     |                                                     |                                                     |                                                     |                                                     |                                      |                                      |                                               |                                               |                                               |                                               |                                                   |                                                   |                                                    |                                                    |                                                    |                                                    |                                                    |                                                    |                                                    |                                                    |                                                    |                                                    |                                                    |                                                    |                                              |                                              |                                                |                                                |                                                  |                                                  |                                                  |                                                  |                                                  |                                                  |                                      |                                      |                                      |                                      |                                      |                                      |  |  |  |  |  |  |
| 3. Tekla z Waldstein-Wartenbergu 1819–1819          | 3. Tekla z Waldstein-Wartenbergu 1819–1819          | 3. Tekla z Waldstein-Wartenbergu 1819–1819          | 3. Tekla z Waldstein-Wartenbergu 1819–1819          | 3. Tekla z Waldstein-Wartenbergu 1819–1819          | 3. Tekla z Waldstein-Wartenbergu 1819–1819          |                                      |                                      | I. Anna Marie ze Schwarzenbergu 1830–1849     | I. Anna Marie ze Schwarzenbergu 1830–1849     | I. Anna Marie ze Schwarzenbergu 1830–1849     | I. Anna Marie ze Schwarzenbergu 1830–1849     | I. Anna Marie ze Schwarzenbergu 1830–1849         | I. Anna Marie ze Schwarzenbergu 1830–1849         |                                                    |                                                    |                                                    |                                                    |                                                    |                                                    | Arnošt František z Waldstein-Wartenbergu 1821–1904 | Arnošt František z Waldstein-Wartenbergu 1821–1904 | Arnošt František z Waldstein-Wartenbergu 1821–1904 | Arnošt František z Waldstein-Wartenbergu 1821–1904 | Arnošt František z Waldstein-Wartenbergu 1821–1904 | Arnošt František z Waldstein-Wartenbergu 1821–1904 |                                              |                                              |                                                |                                                | II. Marie Leopoldina ze Schwarzenbergu 1835–1909 | II. Marie Leopoldina ze Schwarzenbergu 1835–1909 | II. Marie Leopoldina ze Schwarzenbergu 1835–1909 | II. Marie Leopoldina ze Schwarzenbergu 1835–1909 | II. Marie Leopoldina ze Schwarzenbergu 1835–1909 | II. Marie Leopoldina ze Schwarzenbergu 1835–1909 |                                      |                                      |                                      |                                      |                                      |                                      |  |  |  |  |  |  |
| 3. Tekla z Waldstein-Wartenbergu 1819–1819          | 3. Tekla z Waldstein-Wartenbergu 1819–1819          | 3. Tekla z Waldstein-Wartenbergu 1819–1819          | 3. Tekla z Waldstein-Wartenbergu 1819–1819          | 3. Tekla z Waldstein-Wartenbergu 1819–1819          | 3. Tekla z Waldstein-Wartenbergu 1819–1819          |                                      |                                      | I. Anna Marie ze Schwarzenbergu 1830–1849     | I. Anna Marie ze Schwarzenbergu 1830–1849     | I. Anna Marie ze Schwarzenbergu 1830–1849     | I. Anna Marie ze Schwarzenbergu 1830–1849     | I. Anna Marie ze Schwarzenbergu 1830–1849         | I. Anna Marie ze Schwarzenbergu 1830–1849         |                                                    |                                                    |                                                    |                                                    |                                                    |                                                    | Arnošt František z Waldstein-Wartenbergu 1821–1904 | Arnošt František z Waldstein-Wartenbergu 1821–1904 | Arnošt František z Waldstein-Wartenbergu 1821–1904 | Arnošt František z Waldstein-Wartenbergu 1821–1904 | Arnošt František z Waldstein-Wartenbergu 1821–1904 | Arnošt František z Waldstein-Wartenbergu 1821–1904 |                                              |                                              |                                                |                                                | II. Marie Leopoldina ze Schwarzenbergu 1835–1909 | II. Marie Leopoldina ze Schwarzenbergu 1835–1909 | II. Marie Leopoldina ze Schwarzenbergu 1835–1909 | II. Marie Leopoldina ze Schwarzenbergu 1835–1909 | II. Marie Leopoldina ze Schwarzenbergu 1835–1909 | II. Marie Leopoldina ze Schwarzenbergu 1835–1909 |                                      |                                      |                                      |                                      |                                      |                                      |  |  |  |  |  |  |
|                                                     |                                                     |                                                     |                                                     |                                                     |                                                     |                                      |                                      |                                               |                                               |                                               |                                               |                                                   |                                                   |                                                    |                                                    |                                                    |                                                    |                                                    |                                                    |                                                    |                                                    |                                                    |                                                    |                                                    |                                                    |                                              |                                              |                                                |                                                |                                                  |                                                  |                                                  |                                                  |                                                  |                                                  |                                      |                                      |                                      |                                      |                                      |                                      |  |  |  |  |  |  |
|                                                     |                                                     |                                                     |                                                     |                                                     |                                                     |                                      |                                      |                                               |                                               |                                               |                                               |                                                   |                                                   |                                                    |                                                    |                                                    |                                                    |                                                    |                                                    |                                                    |                                                    |                                                    |                                                    |                                                    |                                                    |                                              |                                              |                                                |                                                |                                                  |                                                  |                                                  |                                                  |                                                  |                                                  |                                      |                                      |                                      |                                      |                                      |                                      |  |  |  |  |  |  |
| 4. I. Františka Johana z Thun-Hohensteinu 1852–1814 | 4. I. Františka Johana z Thun-Hohensteinu 1852–1814 | 4. I. Františka Johana z Thun-Hohensteinu 1852–1814 | 4. I. Františka Johana z Thun-Hohensteinu 1852–1814 | 4. I. Františka Johana z Thun-Hohensteinu 1852–1814 | 4. I. Františka Johana z Thun-Hohensteinu 1852–1814 |                                      |                                      |                                               |                                               |                                               |                                               | 6. Arnošt Karel z Waldstein-Wartenbergu 1849–1913 | 6. Arnošt Karel z Waldstein-Wartenbergu 1849–1913 | 6. Arnošt Karel z Waldstein-Wartenbergu 1849–1913  | 6. Arnošt Karel z Waldstein-Wartenbergu 1849–1913  | 6. Arnošt Karel z Waldstein-Wartenbergu 1849–1913  | 6. Arnošt Karel z Waldstein-Wartenbergu 1849–1913  |                                                    |                                                    | 5. II. Josefina z Rumerskirchu 1848–1901           | 5. II. Josefina z Rumerskirchu 1848–1901           | 5. II. Josefina z Rumerskirchu 1848–1901           | 5. II. Josefina z Rumerskirchu 1848–1901           | 5. II. Josefina z Rumerskirchu 1848–1901           | 5. II. Josefina z Rumerskirchu 1848–1901           |                                              |                                              | Adolf Arnošt z Waldstein-Wartenbergu 1868–1930 | Adolf Arnošt z Waldstein-Wartenbergu 1868–1930 | Adolf Arnošt z Waldstein-Wartenbergu 1868–1930   | Adolf Arnošt z Waldstein-Wartenbergu 1868–1930   | Adolf Arnošt z Waldstein-Wartenbergu 1868–1930   | Adolf Arnošt z Waldstein-Wartenbergu 1868–1930   |                                                  |                                                  | Sofie Hoyos 1874–1922                | Sofie Hoyos 1874–1922                | Sofie Hoyos 1874–1922                | Sofie Hoyos 1874–1922                | Sofie Hoyos 1874–1922                | Sofie Hoyos 1874–1922                |  |  |  |  |  |  |
| 4. I. Františka Johana z Thun-Hohensteinu 1852–1814 | 4. I. Františka Johana z Thun-Hohensteinu 1852–1814 | 4. I. Františka Johana z Thun-Hohensteinu 1852–1814 | 4. I. Františka Johana z Thun-Hohensteinu 1852–1814 | 4. I. Františka Johana z Thun-Hohensteinu 1852–1814 | 4. I. Františka Johana z Thun-Hohensteinu 1852–1814 |                                      |                                      |                                               |                                               |                                               |                                               | 6. Arnošt Karel z Waldstein-Wartenbergu 1849–1913 | 6. Arnošt Karel z Waldstein-Wartenbergu 1849–1913 | 6. Arnošt Karel z Waldstein-Wartenbergu 1849–1913  | 6. Arnošt Karel z Waldstein-Wartenbergu 1849–1913  | 6. Arnošt Karel z Waldstein-Wartenbergu 1849–1913  | 6. Arnošt Karel z Waldstein-Wartenbergu 1849–1913  |                                                    |                                                    | 5. II. Josefina z Rumerskirchu 1848–1901           | 5. II. Josefina z Rumerskirchu 1848–1901           | 5. II. Josefina z Rumerskirchu 1848–1901           | 5. II. Josefina z Rumerskirchu 1848–1901           | 5. II. Josefina z Rumerskirchu 1848–1901           | 5. II. Josefina z Rumerskirchu 1848–1901           |                                              |                                              | Adolf Arnošt z Waldstein-Wartenbergu 1868–1930 | Adolf Arnošt z Waldstein-Wartenbergu 1868–1930 | Adolf Arnošt z Waldstein-Wartenbergu 1868–1930   | Adolf Arnošt z Waldstein-Wartenbergu 1868–1930   | Adolf Arnošt z Waldstein-Wartenbergu 1868–1930   | Adolf Arnošt z Waldstein-Wartenbergu 1868–1930   |                                                  |                                                  | Sofie Hoyos 1874–1922                | Sofie Hoyos 1874–1922                | Sofie Hoyos 1874–1922                | Sofie Hoyos 1874–1922                | Sofie Hoyos 1874–1922                | Sofie Hoyos 1874–1922                |  |  |  |  |  |  |
|                                                     |                                                     |                                                     |                                                     |                                                     |                                                     |                                      |                                      |                                               |                                               |                                               |                                               |                                                   |                                                   |                                                    |                                                    |                                                    |                                                    |                                                    |                                                    |                                                    |                                                    |                                                    |                                                    |                                                    |                                                    |                                              |                                              |                                                |                                                |                                                  |                                                  |                                                  |                                                  |                                                  |                                                  |                                      |                                      |                                      |                                      |                                      |                                      |  |  |  |  |  |  |
|                                                     |                                                     |                                                     |                                                     |                                                     |                                                     |                                      |                                      |                                               |                                               |                                               |                                               |                                                   |                                                   |                                                    |                                                    |                                                    |                                                    |                                                    |                                                    |                                                    |                                                    |                                                    |                                                    |                                                    |                                                    |                                              |                                              |                                                |                                                |                                                  |                                                  |                                                  |                                                  |                                                  |                                                  |                                      |                                      |                                      |                                      |                                      |                                      |  |  |  |  |  |  |
|                                                     |                                                     |                                                     |                                                     |                                                     |                                                     |                                      |                                      |                                               |                                               |                                               |                                               |                                                   |                                                   |                                                    |                                                    |                                                    |                                                    |                                                    |                                                    | 7. III. Marie z Rumerskirchu 1852–1955             |                                                    |                                                    |                                                    |                                                    |                                                    |                                              |                                              |                                                |                                                |                                                  |                                                  |                                                  |                                                  |                                                  |                                                  |                                      |                                      |                                      |                                      |                                      |                                      |  |  |  |  |  |  |
|                                                     |                                                     |                                                     |                                                     |                                                     |                                                     |                                      |                                      |                                               |                                               |                                               |                                               |                                                   |                                                   |                                                    |                                                    |                                                    |                                                    |                                                    |                                                    |                                                    |                                                    |                                                    |                                                    |                                                    |                                                    |                                              |                                              |                                                |                                                |                                                  |                                                  |                                                  |                                                  |                                                  |                                                  |                                      |                                      |                                      |                                      |                                      |                                      |  |  |  |  |  |  |
|                                                     |                                                     |                                                     |                                                     |                                                     |                                                     |                                      |                                      |                                               |                                               |                                               |                                               |                                                   |                                                   |                                                    |                                                    |                                                    |                                                    |                                                    |                                                    |                                                    |                                                    |                                                    |                                                    |                                                    |                                                    |                                              |                                              |                                                |                                                |                                                  |                                                  |                                                  |                                                  |                                                  |                                                  |                                      |                                      |                                      |                                      |                                      |                                      |  |  |  |  |  |  |
|                                                     |                                                     |                                                     |                                                     |                                                     |                                                     |                                      |                                      |                                               |                                               |                                               |                                               |                                                   |                                                   |                                                    |                                                    |                                                    |                                                    |                                                    |                                                    |                                                    |                                                    |                                                    |                                                    |                                                    |                                                    |                                              |                                              |                                                |                                                |                                                  |                                                  |                                                  |                                                  |                                                  |                                                  |                                      |                                      |                                      |                                      |                                      |                                      |  |  |  |  |  |  |
| Arnošt z Waldstein-Wartenbergu 1874–1875            | Arnošt z Waldstein-Wartenbergu 1874–1875            | Arnošt z Waldstein-Wartenbergu 1874–1875            | Arnošt z Waldstein-Wartenbergu 1874–1875            | Arnošt z Waldstein-Wartenbergu 1874–1875            | Arnošt z Waldstein-Wartenbergu 1874–1875            |                                      |                                      | Josefina z Waldstein-Wartenbergu 1877–1941    | Josefina z Waldstein-Wartenbergu 1877–1941    | Josefina z Waldstein-Wartenbergu 1877–1941    | Josefina z Waldstein-Wartenbergu 1877–1941    | Josefina z Waldstein-Wartenbergu 1877–1941        | Josefina z Waldstein-Wartenbergu 1877–1941        |                                                    |                                                    | Kunibert Raimund z Lamberg-Greifenfelsu 1886–1930  | Kunibert Raimund z Lamberg-Greifenfelsu 1886–1930  | Kunibert Raimund z Lamberg-Greifenfelsu 1886–1930  | Kunibert Raimund z Lamberg-Greifenfelsu 1886–1930  | Kunibert Raimund z Lamberg-Greifenfelsu 1886–1930  | Kunibert Raimund z Lamberg-Greifenfelsu 1886–1930  |                                                    |                                                    | dítě z Waldstein-Wartenbergu † den po porodu       | dítě z Waldstein-Wartenbergu † den po porodu       | dítě z Waldstein-Wartenbergu † den po porodu | dítě z Waldstein-Wartenbergu † den po porodu | dítě z Waldstein-Wartenbergu † den po porodu   | dítě z Waldstein-Wartenbergu † den po porodu   |                                                  |                                                  |                                                  |                                                  |                                                  |                                                  |                                      |                                      |                                      |                                      |                                      |                                      |  |  |  |  |  |  |
| Arnošt z Waldstein-Wartenbergu 1874–1875            | Arnošt z Waldstein-Wartenbergu 1874–1875            | Arnošt z Waldstein-Wartenbergu 1874–1875            | Arnošt z Waldstein-Wartenbergu 1874–1875            | Arnošt z Waldstein-Wartenbergu 1874–1875            | Arnošt z Waldstein-Wartenbergu 1874–1875            |                                      |                                      | Josefina z Waldstein-Wartenbergu 1877–1941    | Josefina z Waldstein-Wartenbergu 1877–1941    | Josefina z Waldstein-Wartenbergu 1877–1941    | Josefina z Waldstein-Wartenbergu 1877–1941    | Josefina z Waldstein-Wartenbergu 1877–1941        | Josefina z Waldstein-Wartenbergu 1877–1941        |                                                    |                                                    | Kunibert Raimund z Lamberg-Greifenfelsu 1886–1930  | Kunibert Raimund z Lamberg-Greifenfelsu 1886–1930  | Kunibert Raimund z Lamberg-Greifenfelsu 1886–1930  | Kunibert Raimund z Lamberg-Greifenfelsu 1886–1930  | Kunibert Raimund z Lamberg-Greifenfelsu 1886–1930  | Kunibert Raimund z Lamberg-Greifenfelsu 1886–1930  |                                                    |                                                    | dítě z Waldstein-Wartenbergu † den po porodu       | dítě z Waldstein-Wartenbergu † den po porodu       | dítě z Waldstein-Wartenbergu † den po porodu | dítě z Waldstein-Wartenbergu † den po porodu | dítě z Waldstein-Wartenbergu † den po porodu   | dítě z Waldstein-Wartenbergu † den po porodu   |                                                  |                                                  |                                                  |                                                  |                                                  |                                                  |                                      |                                      |                                      |                                      |                                      |                                      |  |  |  |  |  |  |